# Petropavlovsk-Kamčatskij
Petropavlovsk-Kamčatskij (rusky Петропа́вловск-Камча́тский) je hlavní město Kamčatského kraje, do 1. 1. 2007 hlavní město Kamčatské oblasti a největší město stejnojmenného poloostrova na ruském Dálném východě. Žije zde 162 992 obyvatel (2023), což představuje 56,45 % obyvatel Kamčatky.

## Historie
První kozáci se do oblasti budoucího Petropavlovsku dostali v roce 1697 a poblíž domorodé vesnice Kamčadal Aušin založili skladiště pro skladování jasaku. Samotná osada byla založeno až dánským mořeplavcem a navigátorem Vitusem Beringem ve službách ruského námořnictva v roce 1740 a pojmenoval jej podle lodí Sv. Petr a Sv. Pavel, které byly v jeho druhé expedici. Město bylo umístěno na jižním pobřeží Kamčatky v Avačském zálivu v ústě řeky Avača. Petropavlovsk se postupně stal nejdůležitějším osídlením na Kamčatce a v roce 1812 získal status města a stal se oficiálním správním střediskem Kamčatky. Od poloviny 18. století se Britové nemohli smířit s ruskou přítomností v severní části Tichého oceánu. Špatně opevněné přístavní město Petropavlovsk bylo od 40. let 19. století pečlivě sledováno. Proto se generální guvernér Východní Sibiře hrabě N. N. Muravjev rozhodl jmenovat gubernátorem Kamčatky kontradmirála Vasilije Stěpanoviče Zavojka, který dostal velké pravomoci, zejména k vybudování a opevnění Petropavlovsku. Za Zavojkovy vlády přišel největší rozkvět Petropavlovsku.
Během Krymské války (1853–1856) se Petropavlovsk stal místem bojů. 29. srpna 1854 připlula do Avačinského zálivu britská flota. Obránci na Brity byli připraveni, dělostřelecké baterie v přístavišti byly posíleny o děla z lodí. První výstřely z děl vystřelili ruští obránci a po dvou dnech vzájemného ostřelování se Britové raději stáhli na opačnou stranu Avačinského zálivu. Útok Britů pokračoval i v následujících dnech, ale nezpůsobili městu větší škodu. Neúspěch dovedl velitele britské floty kontradmirála Davida Powella Price ke spáchání sebevraždy. Střelil se do srdce, když viděl, že město nedobude tak snadno jak předpokládal. K britské flotě se přidala i francouzská flota, spojenými silami se pokusily znovu dobýt město, ale gubernátor Zavojko odrazil i jejich pokus o vylodění. Do 7. září se Britové a Francouzi pokoušeli o dobytí města, pak se pro silné ztráty rozhodli stáhnout a vydat na moře. Rusové město ubránili.
Roku 1924 došlo k přejmenování města na Petropalovsk-Kamčatskij, aby se město více odlišilo od Petropavlovsku v Kazachstánu.
V době SSSR bylo důležité jako centrum rybářského průmyslu, zejména lososů a krabů, po rozpadu země se zde rybolovu věnují soukromé firmy a je určen spíše na vývoz do zahraničí.

## Charakter města
Petropavlovsk-Kamčatskij je obklopen ze všech stran horami a vulkány. Není se zbytkem Ruské federace spojen ani silnicí, ani železnicí; kvůli tomu je doprava sem velmi nákladná. Během 90. let vzkvétala v okolí města turistika, hlavně díky neporušené okolní krajině. Podnebí je subarktické. Zimy jsou teplejší než na zbytku Sibiře (průměrná lednová teplota činí -7,7 °C), naopak léta jsou velmi mírná až chladná. Letní teploty většinou nepřekračují 20 °C. Průměrný roční úhrn srážek je 1000 mm, což je také výrazně více než na zbytku Sibiře.

## Obyvatelstvo
Etničtí Rusové tvoří většinu městské populace. Samotné město má více obyvatel než celá autonomní oblast Čukotka nebo Magadanská oblast.
V historii počet obyvatel města výrazně kolísal. Například v polovině 19. století žilo ve městě více než 1500 lidí, v roce 1897 jich bylo jen 395. Maximálního počtu obyvatelstva město dosáhlo v roce 1989, kdy zde žilo 269 tis. lidí. V devadesátých letech začal masivní odliv populace způsobený nezaměstnaností a výrazným poklesem životní úrovně. Nyní v roce 2020 se předpokládá, že ve městě žije přibližně 179 tis. lidí.
Národní sčítání lidí z roku 2010 ukázalo následující skladbu obyvatelstva:
- Rusové - 142.361 lidí (79,19 %)
- Ukrajinci - 6.399 lidí (3,56 %)
- Tataři - 1.341 lidí (0,75 %)
- Bělorusové - 1.064 lidí (0,59 %)
- Ázerbájdžánci - 797 lidí (0,44 %)
- Korejci - 590 lidí (0,33 %)
- Arméni - 571 lidí (0,32 %)
- Čuvaši - 468 lidí (0,26 %)
- Uzbekové - 458 lidí (0,25 %)
- Korjakové - 419 lidí (0,23 %)
- Itelmeni - 348 lidí (0,19 %)
- Moldavané - 298 lidí (0,17 %)
- Mordvinci - 259 lidí (0,14 %)
- Němci - 208 lidí (0,12 %)

## Cestovní ruch
Město, díky svému malebnému okolí a snadné letecké dostupnosti, se vyvinulo v důležité turistické centrum nejen celé Kamčatky ale i Sibiře. Více než dvacet velkých cestovních agentur má nějakou formu nabídky na výlet do Petropavlovsku: obvykle lov na medvědy, závěsné létání, horolezectví, výlety do okolního terénu.
Popularita Petropavlovsku-kamčatského se neustále zvyšuje, protože celá Kamčatka je krásná, zalesněná, hornatá země a pobřežní oblasti v okolí města mají relativně mírné podnebí bez velkých teplotních rozdílů charakteristických pro kontinentální vnitrozemí Sibiře, jako je třeba Jakutsk. Město pohodlně obsluhuje Letiště Petropavlovsk-Kamčatskij, které je díky zásobování nedaleké ruské podmořské základny schopné zvládnout jakýkoliv typ letadel (ranvej o délce 3400 m s vysokou nosností) a udržuje plánované spojení několika ruských leteckých společností s řadou velkých měst v Rusku a Anchorage na Aljašce. Během hlavní sezony (v létě) se společnost Korean Air napojuje na jedno z hlavních asijských přestupních letišť Inčchon v Jižní Koreji.

## Galerie

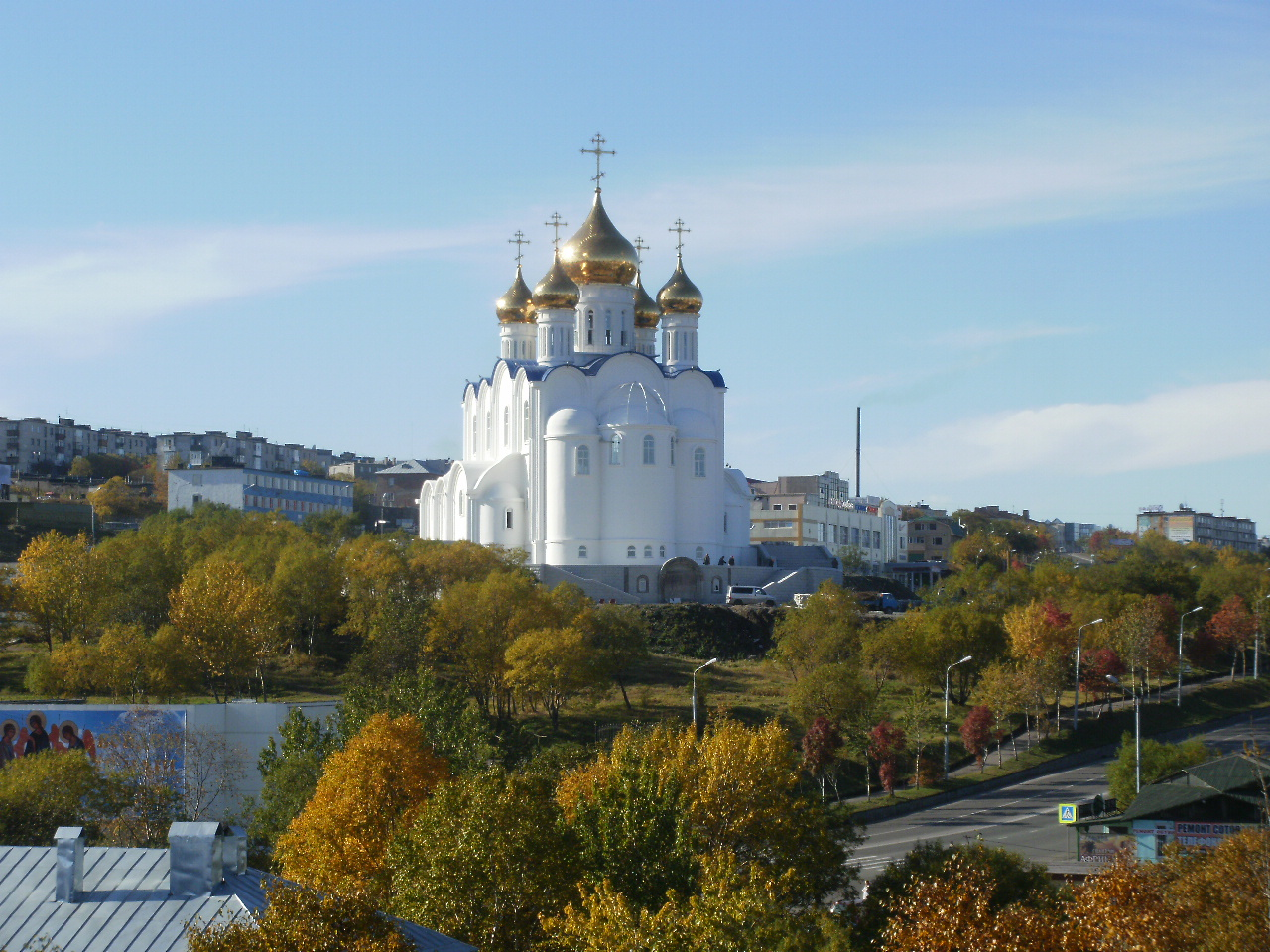
Chrám Nejsvětější Trojice
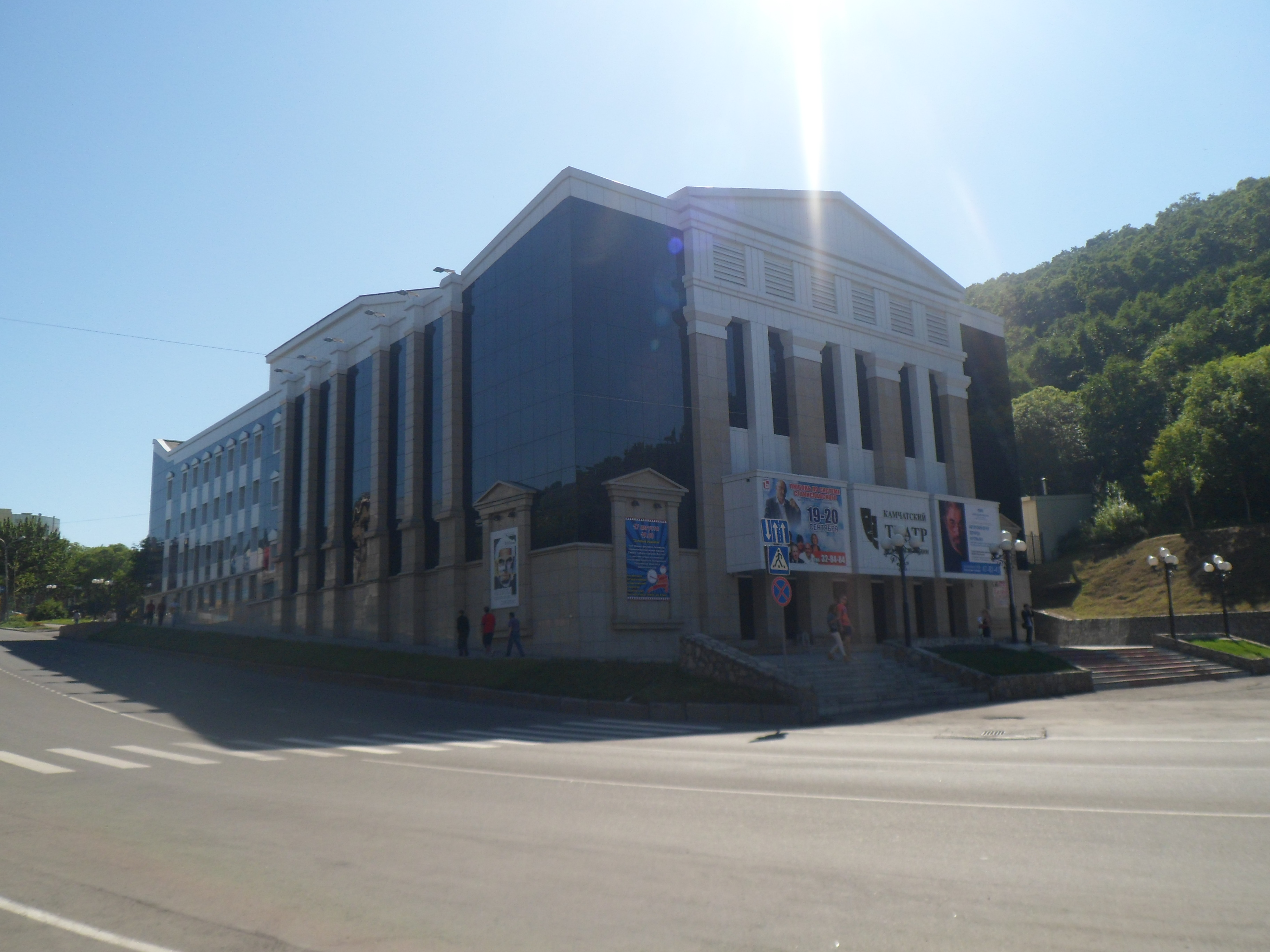
Divadlo
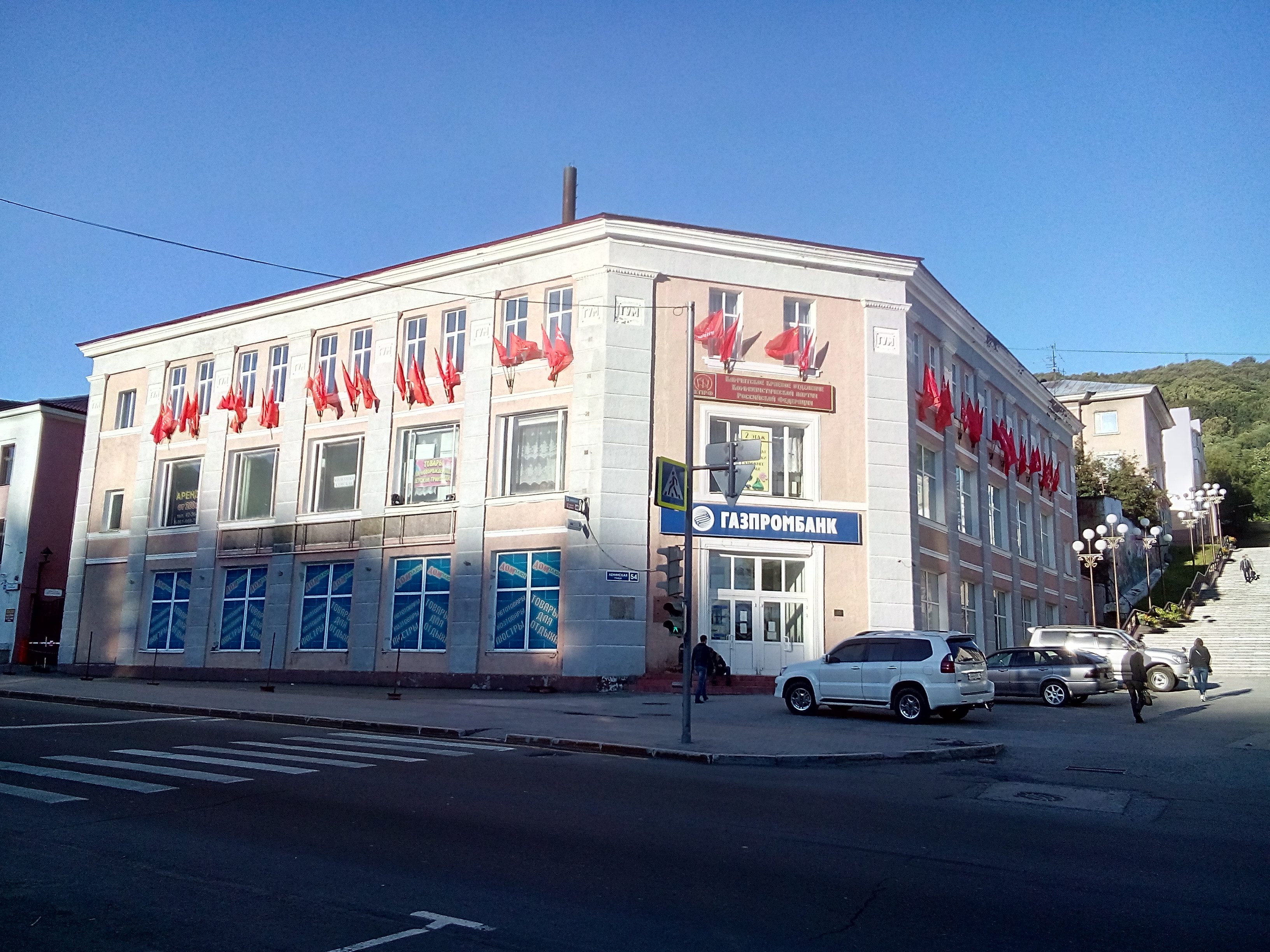
Obchodní dům
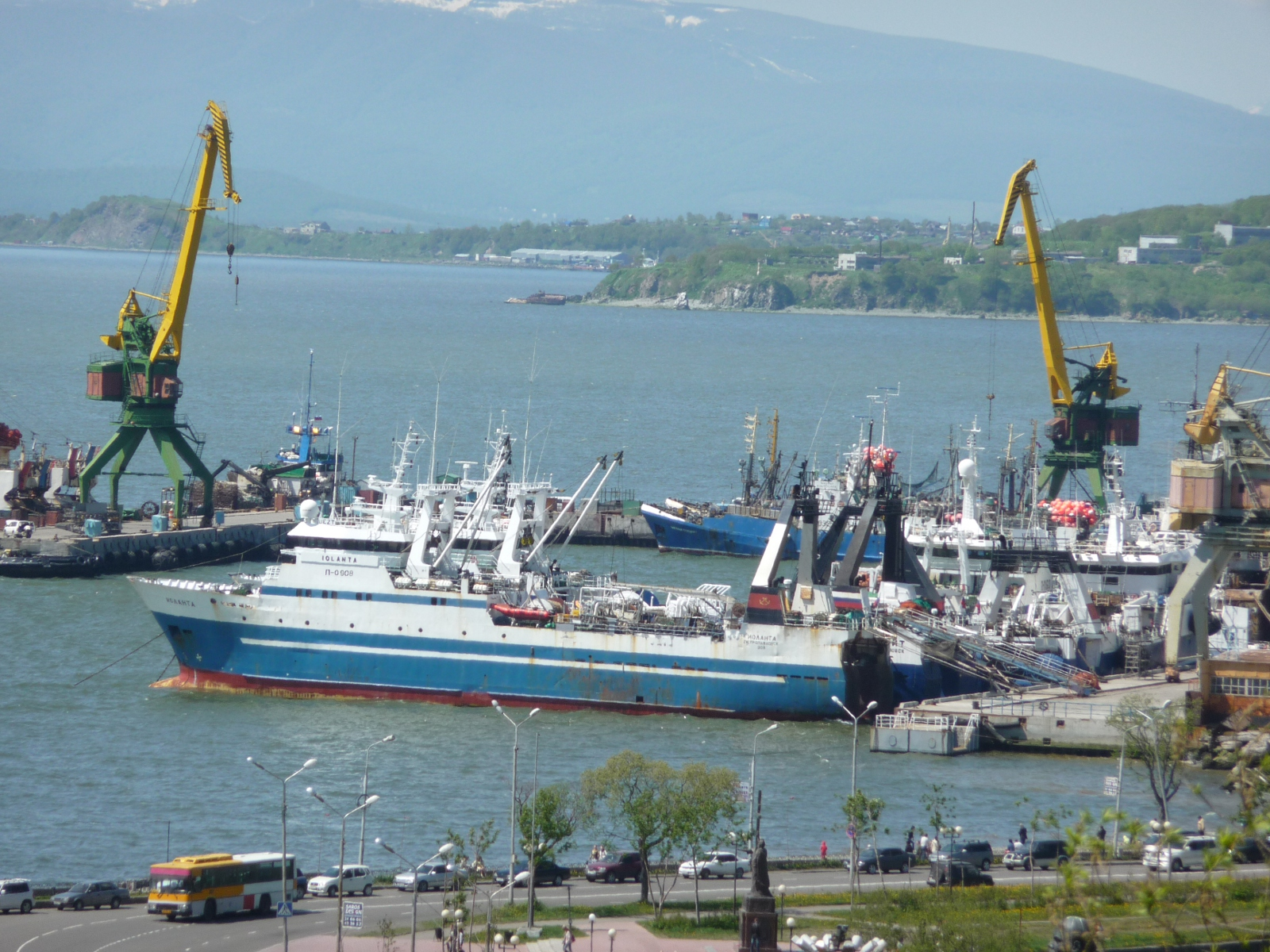
Námořní přístav

## Partnerská města
- Unalaska, Spojené státy americké (1990)
- Kuširo, Japonsko (1998)
- Sevastopol, Osmanská říše (2009)
- Zapopan, Mexiko (2020)